# Eric Selleck
Eric Selleck, född 20 oktober 1987, är en kanadensisk professionell ishockeyspelare som tillhör NHL-organisationen Arizona Coyotes och spelar för deras primära samarbetspartner Springfield Falcons i American Hockey League (AHL). Han har tidigare spelat på NHL-nivå för Florida Panthers och på lägre nivåer för Rochester Americans, San Antonio Rampage, Chicago Wolves och Portland Pirates i AHL och SUNY Oswego Lakers (State University of New York at Oswego) i National Collegiate Athletic Association (NCAA).
Selleck blev aldrig draftad av något lag.